# 卢德 (上卢瓦尔省)
卢德（法語：Loudes，法語發音：[lud]）是法国上卢瓦尔省的一个市镇，位于该省中部，属于勒皮区。

## 地理
卢德（45°5'17"N, 3°44'55"E）面积24.33 平方千米，位于法国奥弗涅-罗讷-阿尔卑斯大区上盧瓦爾省，该省份为法国中南部省份，北起多姆山省和卢瓦尔省，西接康塔爾省，南至洛泽尔省，东临阿尔代什省。
与卢德接壤的市镇（或旧市镇、城区）包括：博尔讷、沙斯皮扎克、利萨克、圣让德奈、圣波利安、圣维达勒、瓦泽耶-利芒德尔。

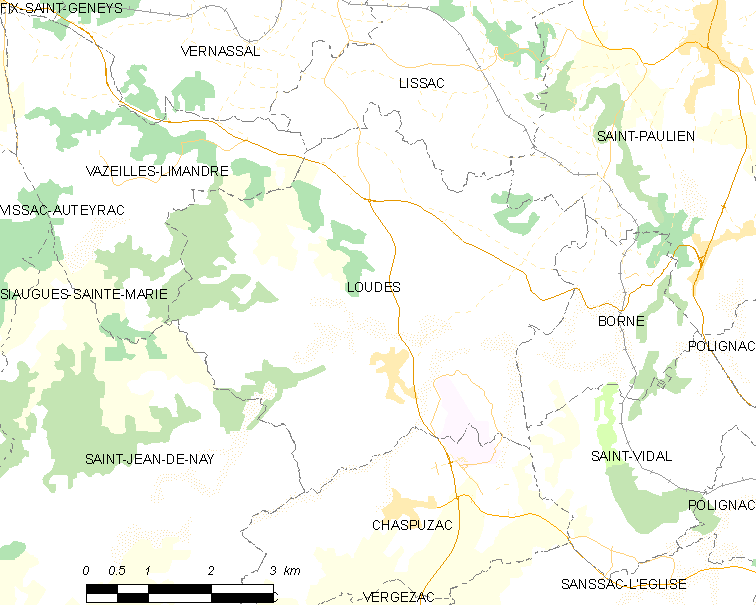
的OSM定位图

卢德的时区为UTC+01:00、UTC+02:00（夏令时）。

## 行政
卢德的邮政编码为43320，INSEE市镇编码为43124。

## 政治
卢德所属的省级选区为圣波利安县。

## 人口

1962-2008年间人口变化图示

卢德于2022年1月1日时的人口数量为947人。